# Diospyros areolata
Espèce
Synonymes
- Diospyros bantamensis Koord. & Valeton ex Bakh.[1]
- Diospyros malam Bakh.[1]

Statut de conservation UICN

 LC  : Préoccupation mineure
Diospyros areolata est une espèce de plantes à fleurs de la famille des Ebenaceae.

## Publication originale
- Journal of the Asiatic Society of Bengal. Part 2. Natural History 74: 228–229. 1905[1906]. (4 January 1906)